# Torre de telecomunicaciones KTAL
La torre de telecomunicaciones KTAL  (en inglés: KTAL TV Tower) es una torre de radiodifusión de 475 m de altura, 450 m sin accesorios, un mástil elevado utilizado para la transmisión de televisión por K-TAL en la autopista Atlanta Highway, cerca de Vivian, Luisiana, EE. UU.. La torre fue terminada en 1961 siendo la estructura más alta de Luisiana y la cuarta más alto del mundo en su momento. 